# Акавов, Тамерлан Пирбудакович
Тамерлан Пирбудакович Акавов (31 мая 1977, Махачкала, Дагестанская АССР, РСФСР, СССР) —  российский тхэквондист и тренер, четырёхкратный чемпион России. Участник чемпионатов мира и Европы. По национальности — кумык.

## Спортивная карьера
Тхэквондо начал заниматься в 1992 году в ДГЦБИ министерства спорта Республики Дагестан в Махачкале. Занимался у Магомеда Абдуллаева. В 2001 году стал чемпионом России, в том же году впервые выступил на чемпионате мира, где после победы в 1/16 финала над чилийцем, в 1/8 финала уступил спортсмену из Финляндии. В 2002 году неудачно выступил на чемпионате Европы, выбыв после первой схватки. В том же году на Кубке мира дошёл до стадии четвертьфинала. В марте 2004 года стал трёхкратным чемпионом России, одолев в финале Антона Агафонова из Санкт-Петербурга. В том же году на чемпионате Европы выбыл на стадии 1/16 финала. В 2005 году неудачно выступило на чемпионате Европы. В 2007 году выбыл на стадии 1/32 финала на чемпионате мира, который стал для Тамерлана последним крупнейшим международным соревнованием. После окончания карьеры работал тренером СДЮШОР им. Али Алиева в Махачкале. С 2010 по 2016 годы работал председателем правления ДРСОО «Федерация тхэквондо глухонемых Республики Дагестан».

## Личная жизнь
В 1994 году окончил школу №4 в Махачкале. В 1999 году окончил Дагестанский государственный университет, финансово-экономический факультет.

## Достижения
- Чемпионат России по тхэквондо 2001 — ;
- Чемпионат России по тхэквондо 2002 — ;
- Чемпионат России по тхэквондо 2004 — ;
- Чемпионат России по тхэквондо 2007 — ;